# Pasian di Prato
Pasian di Prato es una localidad y comune italiana de la provincia de Údine, región de Friul-Venecia Julia, con 9.268 habitantes.

## Evolución demográfica
| Gráfica de evolución demográfica de Pasian di Prato entre 1861 y 2001 |
|                                                                       |
| Fuente ISTAT - elaboración gráfica de Wikipedia                       |